# Dominia
Dominia — российская метал-группа из Санкт-Петербурга.

## История

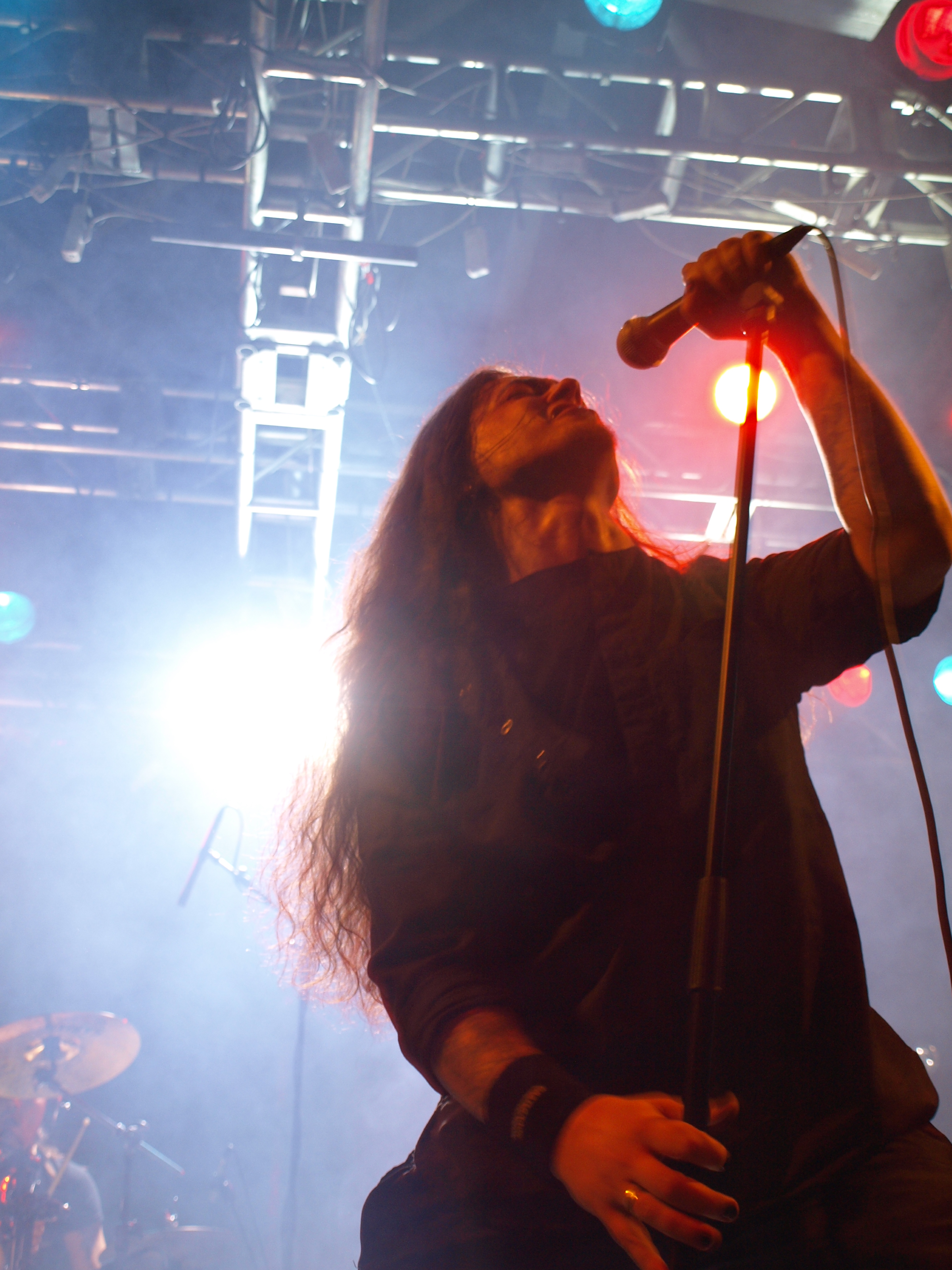
Антон Роса

В мае 1999 года Антон Роса, находящийся в поиске музыкантов для своего дэт/блэк-метал-проекта Tentamentum, знакомится с гитаристом Денисом Сухаревым. Началась подготовка концертной и студийной программы группы.
К концу года сформирован состав группы: А. Роса — вокал, Д. Сухарев — гитара, В. Незнамов — лидер гитара, К. Ангелиди — бас, Е. Жибинов — ударные. В последующие годы состав группы неоднократно менялся, в автокатастрофе погиб Виталий Незнамов (2001), умер Егор Жибинов (2003).
В 2000 году название группы меняется на Dominia. В репертуаре группы появляются новые музыкальные и текстовые материалы, характеризуемые влиянием готики и дум-метала, существенно отличающиеся от основной программы ансамбля.
В феврале 2001 года на домашней студии Виталия Архипенко и на студии Учебного театра на Моховой проходит запись демо «Dancing with Marie Jane».
В 2005 году группой заинтересовался финский лейбл UHO Production, в июне состоялась запись нескольких композиций на студии Tonebox в Оулу, Финляндия. Осенью на территории Финляндии выходит сингл «Runaway».
Февраль — июнь 2006 года — запись материала для альбома Divine Revolution на Sound Supreme studio под руководством продюсера Janne Saksa. В сентябре вышел сингл «The Darkness of Bright Life», в октябре вышел дебютный альбом Divine Revolution. В 2007 году дебютный альбом по лицензии выходит и в России (выпущен лейблом ФОНО).
В мае 2007 года проходит запись нескольких композиций для интернет-сингла «Exodus» на Sound Supreme studio, в январе 2008 года сингл выпущен лейблом UHO Production.
В мае 2010 года стало известно об уходе Александра Гудвина (Goodwin), который решил покинуть коллектив из-за проблем со здоровьем. После объявления о его уходе он должен был отыграть последние два назначенные концерта с его участием (на разогреве у группы Anathema).
17 января 2013 года коллектив опубликовал на своём официальном YouTube-канале промоклип на песню «Death Only». Одноимённый сингл, в работе над которым приняла участие Gaby Koss (экс-Haggard, Equilibrium), был выпущен 25 августа, в преддверии третьего студийного альбома группы — Theophania.
10 июня 2013 года группа объявила о прекращении сотрудничества с барабанщиком Павлом Лохниным, которого в дальнейшем заменил Павел Мосин.
1 июля 2014 года состоялся официальный релиз концертного видео «Reincarnation», записанного в 2010 году на выступлении группы в клубе «Космонавт», г. Санкт-Петербург.
9 сентября 2014 года вышел третий полноформатный альбом группы — Theophania, выпущенный под лейблом FONO LTD. Gaby Koss, принимавшая участие в записи сингла «Death Only», украсила своим голосом более половины песен в альбоме. За сведение и мастеринг альбома отвечал финский музыкант Хийли Хийлесмаа (продюсер групп The 69 Eyes, Apocalyptica, HIM, Lordi, Amorphis, Moonspell, Negative, Sentenced, Kypck).
Презентация Theophania состоялась 12 сентября 2014 года в клубе «Зал Ожидания». Во время концерта был записан видеоряд для официального клипа на песню «Everyone Else», выпущенного 19 сентября.
В апреле 2017 вышел четвёртый альбом Stabat Mater. Музыканты группы ранее поделились информацией о названии некоторых песен, которые вошли в релиз: «The Boy and the Priest», «Letter to Olga», «Son of Man», «Poison», «The Daughter of the Unforgiven», «Kepler 452», «Attack of the Dead».
20 января 2020 года группа выпустила пятый официальный альбом The Withering of the Rose.

## Дискография
- 2005 — «Runaway» (сингл)
- 2006 — Divine Revolution
- 2006 — «The Darkness of Bright Life» (сингл)
- 2008 — «Exodus» (сингл)
- 2009 — Judgement of Tormented Souls
- 2013 — «Death Only» (сингл)
- 2014 — Theophania
- 2015 — «The Boy and the Priest» (сингл)
- 2015 — «Poison» (сингл)
- 2016 — «The First and the Last Prayer» (сингл)
- 2017 — Stabat Mater
- 2018 — «My Flesh and the Sacred River» (сингл)
- 2018 — «Suprema» (сингл)
- 2018 — «The Elephant Man» (сингл)
- 2020 — The Withering of the Rose
- 2024 - «Timeless»

## Состав 2025
- Антон «Tony» Роса — вокал,
- Дмитрий «Casper» Ришко — скрипка, клавишные, акуст. гитара, вокал
- Роман «Roger» Скрипов — гитара
- Михаил Подлевских — гитара
- Илья «Немец» Мосин — бас, вокал
- Павел Лохнин — ударные и перкуссия